# Alana Cook
Alana Simone Cook (Worcester, 11 aprile 1997) è una calciatrice statunitense, difensore del Kansas City Current e della nazionale statunitense.

## Palmarès

### Calcio universitario
- NCAA Women's College Cup: 1

Stanford Cardinal: 2017

### Club
- Campionato francese: 1

Paris Saint-Germain: 2020-2021

### Nazionale
- SheBelieves Cup: 2

2022, 2023